# WrestleMania XIV
WrestleMania XIV var den 14. udgave af pay-per-view-showet WrestleMania produceret af World Wrestling Federation. Det fandt sted 29. marts 1998 fra FleetCenter i Boston, Massachusetts, hvor der var 19.028 tilskuere.
Showet huskes særligt pga. sværvægtsbokseren Mike Tysons indblanding i showets main event, der var en VM-titelkamp mellem Shawn Michaels og Steve Austin. Mike Tyson var dommer i kampen og havde en afgørende betydning for, at Steve Austin for første gang nogensinde blev verdensmester. Austins titelsejr markerer ifølge mange starten på WWF's Attitude Era, hvor wrestling blev mere kontroversielt og voldeligt i håbet om at tiltrække et ungt publikum.

## Resultater
- Legion of Doom 2000 (Hawk og Animal) (med Sunny) vandt en battle royal med 15 tagteams
  - Legion of Doom 2000 vandt ved at eliminere New Midnight Express (Bombastic Bob og Bodacious Bart) med Jim Cornette)
  - De andre tagteams var Los Boricuas (Savio Vega og Miguel Pérez, Jr.), Los Boricuas (Jose Estrada, Jr. og Jesus Castillo), Truth Commission (Recon og Sniper), Bradshaw og Chainz, the Nation of Domination (Mark Henry og D'Lo Brown), the Nation of Domination (Faarooq og Kama Mustafa), The Quebecers (Jacques Rougeau og Pierre Ouellet), Rock 'n' Roll Express (Ricky Morton og Robert Gibson), Headbangers (Mosh og Thrasher), Too Much (Scott Taylor og Brian Christopher), Disciples of Apocalypse (8-Ball og Skull), Steve Blackman og Flash Funk og The Godwinns (Phineas og Henry).
- WWF Light Heavyweight Championship: Taka Michinoku besejrede Aguila
- WWF European Championship: Triple H (med Chyna) besejrede Owen Hart
- Marc Mero og Sable besejrede The Artist Formerly Known as Goldust og Luna
- WWF Intercontinental Championship: The Rock (med Kama Mustafa, Mark Henry og D'Lo Brown) besejrede Ken Shamrock via diskvalifikation
- WWF World Tag Team Championship: Cactus Jack og Chainsaw Charlie besejrede New Age Outlaws (Billy Gunn og Road Dogg)
  - Cactus Jack og Chainsaw Charlie vandt dermed VM-bælterne.
- The Undertaker besejrede Kane (med Paul Bearer)
- WWF Championship: Steve Austin besejrede Shawn Michaels (med Triple H og Chyna)
  - Mike Tyson var én af dommerne i kampen.
  - Steve Austin vandt sin første VM-titel nogensinde.
  - Shawn Michaels var blevet alvorligt skadet i sit titelforsvar mod The Undertaker ved Royal Rumble to måneder tidligere. Han wrestlede denne kamp på trods af rygskaden, der truede med at gøre en ende på hans karriere. Dette var hans sidste kamp, indtil han gjorde comeback fire år senere.

| Sport | Spire Denne artikel om sport er en spire som bør udbygges. Du er velkommen til at hjælpe Wikipedia ved at udvide den. |